# Moneda conmemorativa

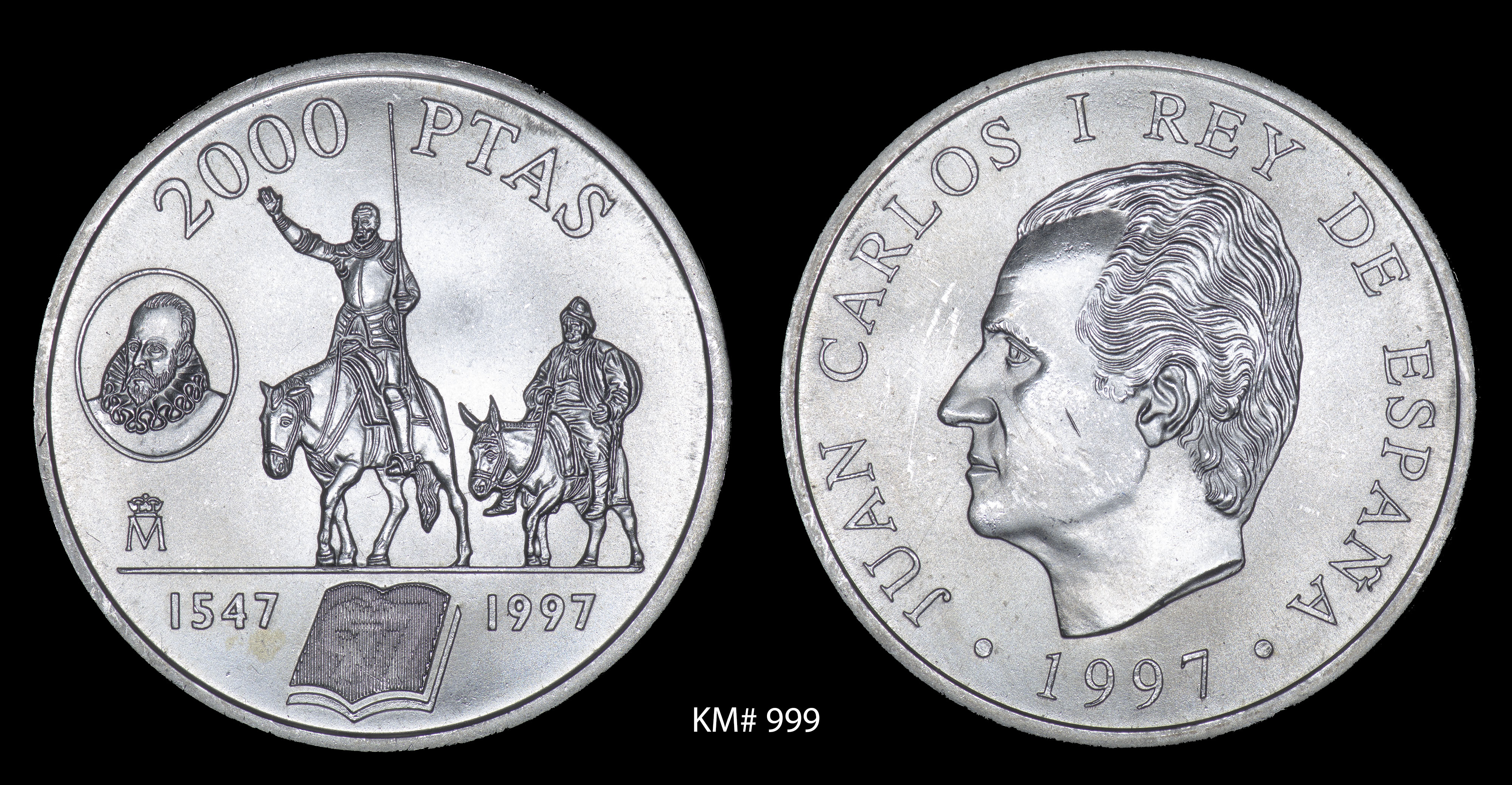
Moneda conmemorativa del 450.º aniversario del nacimiento de Miguel de Cervantes.

Las monedas conmemorativas son monedas que fueron emitidas para conmemorar algún evento o fecha en particular. La mayoría de monedas conmemorativas del mundo fueron emitidas desde la década de 1960 hasta la actualidad, aunque hay numerosos ejemplos de monedas conmemorativas de épocas anteriores. Dichas monedas tienen un diseño distinto con referencia a la ocasión por la que fueron emitidas. La mayoría de monedas de esta categoría sirven como objetos de coleccionista, aunque algunos países emiten monedas conmemorativas de curso legal. Una ingente cantidad de monedas temáticas se emplean cada día, recordando antiguos monumentos, personalidades históricas, especies en peligro de extinción, etc. Mientras que dichas monedas temáticas pueden o no conmemorar un evento, la distinción entre monedas conmemorativas o temáticas es confusa o ignorada.
- Datos: Q855973
- Multimedia: Commemorative coins / Q855973